# Cima Sternai
La Cima Sternai (3.443 m s.l.m. - Hintere Eggenspitze in tedesco) è una montagna del Gruppo Ortles-Cevedale nelle Alpi Retiche meridionali. Si trova il Trentino-Alto Adige lungo la linea di confine tra il Trentino e l'Alto Adige, più precisamente tra la Val di Rabbi, secondaria della Val di Sole, la Val d'Ultimo e la Val Martello sottovalli della Val Venosta.

## Ascensioni alla vetta
Si può salire sulla vetta passando per il Rifugio Silvio Dorigoni (2.437 m) in alta val Saént, al termine della Val di Rabbi. L'ascensione è molto turistica fino alla "capanna s.a.t" ma diventa poi impegnativa nella seconda parte. Da tener conto il notevole dislivello che si deve affrontare partendo da Collér (1381 m s.l.m.) che ammonta a 2062 metri. Si può comunque ridurre discretamente fino a 1854 metri usufruendo del servizio navetta del parco nazionale dello Stelvio che consente di arrivare a malga Stablasól (1589 m s.l.m.).

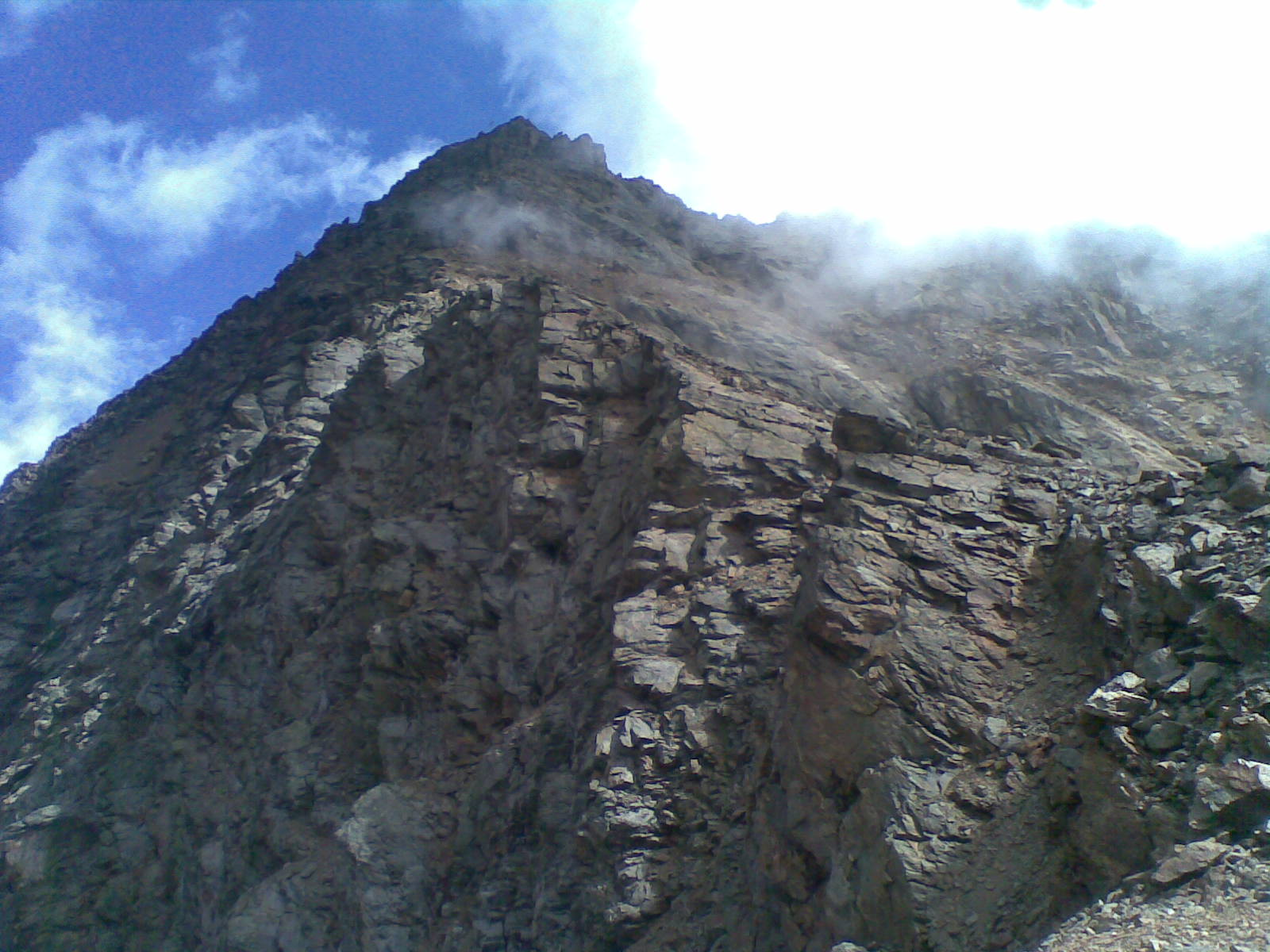
Cima Sternai da circa 200 metri dalla vetta. salita dal versante del Rifugio Dorigoni

In alternativa dalla Val d'Ultimo si può raggiungere la vetta con maggiore facilità. La partenza è generalmente fissata al lago di Fontana Bianca, sotto le pendici di cima Sternai, cima Gioveretto e l'omonima cima Fontana Bianca, che creano un suggestivo circolo alpino solitamente macchiato dalla neve. Questo tracciato permette di fermarsi a dormire al rifugio Umberto Canziani al lago Verde posto sui margini dell'omonimo lago a quota 2561 metri. Trascorrendo una notte al rifugio il percorso diventa E (escursionistico). Il dislivello non è comunque trascurabile. Infatti sono necessari 1543 metri.
Infine resta la salita dalla Val Martello praticamente inconsiderata a causa della mancanza di rifugi e tracce nel versante nord nord-est di cima Lorchen, vetta lungo la cresta nord di cima Sternai. In questa salita le difficoltà tecniche sono molte elevate a causa dello sfasciume delle rocce e alta friabilità. La partenza risulterebbe dal lago Gioveretto (1880 m s.l.m. ca). Qualunque sia la scelta dell'alpinista molto probabilmente il percorso si ricongiungerebbe con uno dei due specificati in precedenza aumentando a dismisura il dislivello necessario per raggiungere la vetta. Passando per la Val d'Ultimo è infatti necessario raggiungere il passo Giovaretto (o Zuffritt-Joch 3172 m s.l.m.) o il passo di Fontana Bianca (o Weißbrunner-Joch 3153 m s.l.m.); mentre se si vuole passare per la più agevole Val di Rabbi bisogna salire al passo di Saént (o Sallent-Joch 2984 m s.l.m.).

### Difficoltà tecniche
Per tutte e tre le salite è necessaria una buona preparazione escursionistica ma le difficoltà tecniche sono diverse. Qui sotto vengono elencate in ordine crescente di difficoltà:
- dalla Val d'Ultimo il dislivello effettivo è di circa 1500 metri che si sviluppa per i tre quarti su un comodo sentiero; poi la presenza di una discreta vedretta richiede abilità e attrezzatura da ghiaccio (ramponi, piccozza e corda), infine la cresta semi-aerea;
- dalla Val di Rabbi il dislivello effettivo varia tra i 1900 e i 2100 metri. Fino alla vedretta Sternai (2900 metri circa) il sentiero è molto facile adatto a tutti, poi è richiesta abilità e attrezzatura da ghiaccio (ramponi, piccozza e corda), infine, raggiunta quota 3125 circa il percorso evolve in una cresta aerea friabile molto pericolosa in caso di foschia, maltempo o vento. Gli ultimi 200 metri sono di roccia di circa II - III grado con dei chiodi per facilitare la salita.
- dalla Val Martello il dislivello effettivo è di circa 1600 metri ma considerando il saliscendi necessario il dislivello sale a circa 2350 metri e alle difficoltà tecniche sopra elencate (che dipendono dal percorso che si intraprende) si aggiungono una impegnativa ascensione tra i sentieri poco battuti e pieni di rocce. In alternativa al sentiero c'è la possibilità di seguire la cresta che da cima Lorchen raggiunge cima Sternai: percorso estremo.

### Statistiche della salita
La maggior parte degli escursionisti che raggiunge la vetta, sale dalla Val di Rabbi fermandosi a dormire al rifugio Silvio Dorigoni (che offre moltissime altre possibilità di escursioni e passeggiate), anche per il paesaggio che premia. Anche dal rifugio Canziani molti escursionisti raggiungono la cima anche perché dalla Val d'Ultimo è meno impegnativo raggiungerla. Quasi nessun escursionista parte dalla Val Martello per raggiungere vette del sottogruppo Sternai-Venezie.

### Prima salita
La prima ascensione alla vetta avvenne il 30 luglio 1868 ad opera di Julius Payer e Johann Pinggera.